# Marsnik 1

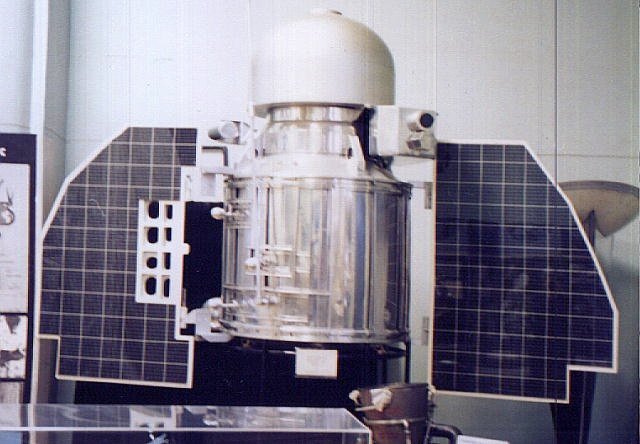
Mars 1M rymdfarkost

Marsnik 1 eller Mars 1M är en av de två obemannade rymdfarkoster som användes först i det sovjetiska uppdraget för att utforska Mars. Det var det första tidiga uppdraget bland Marsexpeditioner.   Västerländsk media kallade rymdfarkosten Marsnik, en blandning mellan Mars och Sputnik. Marsnik 1 förstördes i en misslyckad uppskjutning den 10 oktober 1960. Den 14 oktober förstördes Marsnik 2 vid en misslyckad uppskjutning, precis som sin företrädare. Båda rymdfarkosterna använde den sovjetiska raketen Molnija 8K78.